# 艾伯特 (石勒蘇益格-荷爾斯泰因-索恩德堡-格呂克斯堡)
石勒蘇益格-荷爾斯泰因-索恩德堡-格呂克斯堡的艾伯特（1863年3月15日出生於石勒苏益格公国的基尔—1948年4月23日逝世於德国石勒苏益格-荷尔斯泰因州），是第三代石勒苏益格-荷尔斯泰因-索恩德堡-格吕克斯堡公爵腓特烈之子。    

## 家庭
1906年艾伯特娶伊森堡的奥特鲁德为第一任妻子，她是伊森堡伯爵卡尔(1819-1900) 和Countess Agnes of Ysenburg und Büdingen的女儿，两人有1女3子：
- 长女玛丽·路易斯公主（1908年12月8日－1969年12月29日），初嫁给Rudolph-Karl, Baron von Stengel，有子嗣，又嫁给绍姆堡-利佩的腓特烈·克里斯蒂安，无子女。
- 长子弗雷德里克·威廉王子（1909年12月29日－1940年6月6日）                                                                                       * 次子约翰·乔治王子（1911年7月24日－1941年6月23日）
- 三子弗雷德里克·费迪南德王子（1913年5月14日－1989年5月31日），与梅克伦堡-什未林的安娜斯塔西娅·亚历珊德琳·塞西莉埃·玛丽-路易丝·威廉明妮结婚，有四女。

1920年艾伯特娶Princess Hertha of Ysenburg und Büdingen为妻，她是伊森堡的布鲁诺的第八女，两人有一女：
- 次女奥特路德公主（1925年12月19日－1980年2月6日），1951年嫁恩斯特·奥古斯特四世，有3子3女。